# Filmfare Award du meilleur acteur en télougou
Le prix Filmfare du meilleur acteur en télougou est une récompense attribuée depuis 1972 par le magazine indien Filmfare dans le cadre des Filmfare Awards South annuels pour les films en télougou (Tollywood).

## Nominations et Lauréats

### Années 1970
- 1972 : NTR - Badi Panthulu[1],[2]
- 1973 : ANR - Marapurani Manishi[1]
- 1974 : Sobhan Babu - Khaidi Babayi[2]
- 1975 : Sobhan Babu - Jeevana Jyothi[2]
- 1976 : Sobhan Babu - Soggadu[2]
- 1977 : Krishnam Raju - Amaradeepam[1]
- 1978 : Chandramohan - Padaharella Vayasu[1]
- 1979 : Sobhan Babu - Karthika Deepam[1]

### Années 1980
- 1980 : Somayajulu - Shankarabharanam[1],[2]
- 1981 : Kamal Haasan - Aakali Rajyam[1]
- 1982 : Chiranjeevi - Subhalekha[1]
- 1983 : Kamal Haasan - Saagara Sangamam[1]
- 1984 : Krishnam Raju - Bobbili Brahmanna[1]
- 1985 : Chiranjeevi - Vijetha[1]
- 1986 : Krishnam Raju - Tandra Paparayudu[3],[4]
- 1987 : ANR - Aatma Bandhuvulu[5]
- 1988 : Venkatesh - Brahma Putrudu[6],[7]
- 1989 : Kamal Haasan - Indrudu Chandrudu[8]

### Années 1990
- 1990 : Rajasekhar - Magaadu[9]
- 1991 : ANR - Seetharamaiah Gari Manavaralu[10],[11]
- 1992 : Chiranjeevi - Aapathbandavudu[12]
- 1993 : Chiranjeevi - Muta Mesthri[13],[14]
- 1994 : Rajasekhar - Anna [15],[16]
- 1995 : Mohan Babu - Peddarayudu[17]
- 1996 : Venkatesh - Dharma Chakram[18]
- 1997 : Nagarjuna - Annamayya[19]
- 1998 : Venkatesh - Ganesh[20]
- 1999: Chiranjeevi - Sneham Kosam[21],[22]
  - Balakrishna – Samarasimha Reddy
  - Venkatesh - Raja
  - Pawan Kalyan - Thammudu

### Années 2000
- 2000: Venkatesh - Jayam Manadera[23]
  - Mohan Babu - Rayalaseema Ramanna Chowdary
  - Venkatesh - Kalisundam Raa
  - Nagarjuna - Azad
- 2001: Uday Kiran - Nuvvu Nenu[24]
  - Balakrishna - Narasimha Naidu
  - Pawan Kalyan - Kushi
  - Mahesh Babu - Murari
- 2002: Chiranjeevi - Indra [25]
  - Uday Kiran - Nee Sneham
  - Jr. NTR - Aadi
  - Nagarjuna - Santosham
- 2003: Mahesh Babu - Okkadu[26]
  - Mahesh Babu - Nijam
  - Jr. NTR - Simhadri
  - Chiranjeevi - Tagore
- 2004: Chiranjeevi - Shankar Dada M.B.B.S.[27]
  - Rajendra Prasad - Aa Naluguru
  - Allu Arjun - Arya
  - Nagarjuna - Mass
  - Prabhas - Varsham
- 2005: Siddharth - Nuvvostanante Nenoddantana[28]
  - Venkatesh – Sankranti
  - Nagarjuna – Super
  - Mahesh Babu – Athadu
  - Prabhas – Chhatrapati
- 2006: Mahesh Babu - Pokiri[29]
  - Siddharth - Bommarillu
  - Nagarjuna - Sri Ramadasu
  - Jr. NTR - Rakhi
- 2007: Jr. NTR - Yamadonga[30]
  - Rajendra Prasad – Mee Sreyobhilashi
  - Srikanth – Operation Duryodhana
  - Venkatesh – Aadavari Matalaku Arthale Verule
  - Allu Arjun – Desamuduru
- 2008: Allu Arjun - Parugu[31]
  - Ram – Ready
  - Pawan Kalyan – Jalsa
  - Jr. NTR – Kantri
  - Ravi Teja – Krishna
- 2009 : Ram Charan - Magadheera[32]
  - Ravi Teja – Kick
  - Allu Arjun – Arya 2
  - Kamal Haasan – Eenadu
  - Prabhas – Ek Niranjan

### Années 2010
- 2010 : Allu Arjun - Vedam[33]
  - Balakrishna – Simha
  - Jr. NTR – Brindavanam
  - Jr. NTR – Adhurs
  - Rana Daggubati – Leader
  - Naga Chaitanya – Ye Maaya Chesave
- 2011: Mahesh Babu – Dookudu[34]
  - Balakrishna – Sri Rama Rajyam
  - Nagarjuna – Rajanna
  - Prabhas – Mr. Perfect
  - Ram – Kandireega
- 2012: Pawan Kalyan – Gabbar Singh[35]
  - Mahesh Babu – Businessman
  - Ram Charan – Racha
  - Nagarjuna – Damarukam
  - Nitin – Ishq
- 2013: Mahesh Babu - Seethamma Vakitlo Sirimalle Chettu[36]
  - Nitin - Gunde Jaari Gallanthayyinde
  - Pawan Kalyan -  Attarintiki Daredi
  - Prabhas - Mirchi
  - Ram Charan - Naayak
- 2014: Allu Arjun - Race Gurram[37],[38]
  - Venkatesh - Drushyam
  - Nagarjuna - Manam
  - Sharwanand - Run Raja Run
  - Mohan Babu - Rowdy
- 2015: Mahesh Babu - Srimanthudu[39]
  - Allu Arjun - S/O Satyamurthy
  - Nani - Bhale Bhale Magadivoy
  - Jr. NTR - Temper
  - Prabhas - La Légende de Baahubali - 1re partie
- 2016 : Jr. NTR - Nannaku Prematho[40]